# هرمان دولترومون
هرمان دولترومون (انگلیسی: Herman d'Oultromont; ۲ آوریل ۱۸۸۲ – ۱۷ فوریهٔ ۱۹۴۳) اهل بلژیک بود.